# Toxická epidermální nekrolýza
Toxická epidermální nekrolýza (TEN) (anglicky: Toxic epidermal necrolysis), známá též jako Lyellův syndrom, je život ohrožující choroba a dermatologický stav, který je často vyvolán alergickou reakcí na léky (antibiotika, sulfonamidy, analgetika). Je charakterizovaný odumíráním a odpadáváním svrchní vrstvy kůže (pokožky) od spodnější vrstvy kůže (škáry) po celém těle (postihuje až 100 % kožního povrchu). V důsledku toho vznikají rány, jejichž existence může přivodit sepsi.
Nemoc postihuje mnoho částí těla, nejvážněji však sliznice (nastává jejich eroze), jako jsou ústa, oči a pochva. Plnému propuknutí nemoci často předchází týdenní až dvoutýdenní horečka (může připomínat infekci horních cest dýchacích). Ta způsobuje silnou dehydrataci (ztrátu tekutin), která je přítomná i při plném projevu nemoci. Když se objeví vyrážka, je přítomna na velkých a různých částech těla, obvykle je horká na dotek a červené barvy. Na kůži se vytvářejí puchýře, strupy a vyrážka podobná popáleninám. U pacientů může docházet ke srůstání rtů a je tak nezbytné podávat potravu nasogastrickou sondou nosem nebo gastrickou trubicí přímo do žaludku. Postižené jsou i oči, které jsou oteklé, vřednaté a může dojít i k oslepnutí. Objevují se také respirační problémy, a proto je někdy nutné, aby byl pacient připojen na ventilaci.
V rámci léčby je v prvé řadě nezbytné včasné vysazení léku, který reakci způsobil. Následně včasné umístění na popáleninovou jednotku, či jednotku intenzivní péče a doplňování chybějících tekutin a minerálů.
Incidence TENu je mezi 0,4 až 1,3 případu na milion obyvatel ročně. Mortalita pacientů s touto chorobou je uváděna mezi 30–60 % (někdy 30–40 %) a může postihnout všechny věkové skupiny, častěji však ženy. Projev nemoci je zároveň horší u starších lidí. Smrt nastává zejména v důsledku sepse či respiračního nebo renálního kolapsu.
TEN je považován za závažnější formu tzv. Steven-Johnsonova syndromu.